# Harrisia taylorii
Harrisia taylorii är en kaktusväxtart som beskrevs av Nathaniel Lord Britton. Harrisia taylorii ingår i släktet Harrisia och familjen kaktusväxter. Inga underarter finns listade i Catalogue of Life.